# North Lanarkshire
North Lanarkshire (schottisch-gälisch Siorrachd Lannraig a Tuath) ist eine von 32 Council Areas in Schottland. Sie grenzt an Glasgow, Falkirk, East Dunbartonshire, Stirling, West Lothian und South Lanarkshire. Das Gebiet dieses Verwaltungsbezirks umfasst Teile der traditionellen Grafschaften Lanarkshire, Dunbartonshire und Stirlingshire.

## Untere Verwaltungsebene
North Lanarkshire gliedert sich, auf der unteren Ebene, in insgesamt 54 Community Council Areas. Diese sind
- Allanton and Hartwood
- Auchinloch
- Balloch Eastfield
- Banton and Kelvinhead
- Bellshill
- Cairnhill
- Caldercruix
- Carbrain and Hillcrest
- Carfin
- Castlecary
- Central Wishaw
- Chryston
- Cleland
- Cliftonville
- Coltness
- Condorrat
- Craigmarloch
- Craigneuk
- Croy
- Dullatur
- Forgewood
- Gartcosh
- Gartlea
- Glenboig
- Glenmavis
- Greenfaulds and Luggiebank
- Greengairs
- Harthill and Eastfield
- Kildrum
- Kilsyth and Villages Area
- Kilsyth
- Kirkwood
- Ladywell
- Monkland Glen
- Moodiesburn
- Muirhouse and Flemington
- New Stevenston
- Newarthill
- Newmains
- North Calder
- Overtown and Waterloo
- Plains
- Queenzieburn
- Salsburgh
- Seafar and Ravenswood
- Shotts
- Stepps and District
- Sunnyside
- Tannochside
- Thorniewood
- Townhead
- Village
- Westerwood
- Westfield

## Orte
- Airdrie
- Bellshill
- Caldercruix
- Carfin
- Chryston
- Cleland
- Coatbridge
- Croy
- Cumbernauld
- Gartsherrie
- Harthill
- Kilsyth
- Motherwell
- Shotts
- Wishaw

## Sehenswürdigkeiten
- Auchinstarry Quarry
- Croy Hill
- Monkland Canal
- The Wallace Stone
- siehe auch Liste der Kategorie-A-Bauwerke in North Lanarkshire

## Politik
Der Council von North Lanarkshire umfasst 77 Sitze, die sich nach der Wahl 2017 wie folgt auf die Parteien verteilen:
| Partei       | Sitze |
| ------------ | ----- |
| SNP          | 33    |
| Labour       | 32    |
| Conservative | 10    |
| Unabhängig   | 2     |